# Litoria modica
Espèce
Synonymes
- Hyla modica Tyler, 1968

Statut de conservation UICN

 LC  : Préoccupation mineure
Litoria modica est une espèce d'amphibiens de la famille des Pelodryadidae.

## Répartition
Cette espèce est endémique de Nouvelle-Guinée. Elle se rencontre entre 1 500 et 2 000 m d'altitude dans la chaîne Centrale : 
- en Papouasie-Nouvelle-Guinée dans les monts Bismarck, mais aussi sur le mont Simpson dans la province de la Baie Milne ;
- en Indonésie dans les monts Maoke dans la province de Papouasie à Okbap et Langda.

## Description
Les mâles mesurent de 23,4 à 30,0 mm et les femelles de 27,4 à 35,4 mm.

## Publication originale
- Tyler, 1968 : Papuan hylid frogs of the genus Hyla. Zoologische verhandelingen, vol. 96, p. 1-203 (texte intégral).